# حادثه هوایی منزلینسک لت-۴۱۰ در ۲۰۲۱
حادثه هوایی منزلینسک لت-۴۱۰ در ۲۰۲۱ (به انگلیسی: 2021 Menzelinsk parachute Let L-410) یک پرواز از منزلینسک، تاتارستان بود که با ۲۰ مسافر و ۲ خدمه بودند، در تاریخ ۱۰ اکتبر ۲۰۲۱ در منزلینسک دچار سانحه شد و ۱۶ نفر جان باختند. هواپیمای مذکور که سرنشینان آن چترباز بودند به محض بلند شدن از باند فرودگاه، سقوط کرد.